# Принцип систематичности и поступности
Принцип систематичности и поступности је педагошки принцип који захтева да се знања, односно садржаји износе по одређеном реду, који је у складу са развојним могућностима ученика, али и карактеру васпитно-образовног рада. Садржаји који се преносе младима треба да буду у одређеном поретку и међусобно повезани, дакле систематизовани. 

## Дидактичка правила
У току васпитно-образовног рада, потребно је испоштовати следећа правила приликом презентовања било које проблематике:
- од ближег ка даљем (поћи од примера из непосредне околине, а завршити са онима који су далеко од дечјих очију);
- од једноставног ка сложеном (објашњавати прво једноставније појаве, а тек онда на њих надовезивати сложеније);
- од лакшег (у смислу приступачног) ка тежем;
- од познатог (јасног) ка непознатом (од примера из свакодневног живота постепено изводити научне појмове).[1]